# آنوبیس
آنوبیس (Anubis) خدای مرگ و مردگان و تدفین در مصر باستان بود. آنوبیس پیش از اوزیریس خدای مردگان خوانده می‌شد و به مرور زمان به نام پسر اوزیریس شناخته شد. در اساطیر مقدمتر او را فرزند ست و نفتیس می‌دانستند.گفته شده از اشنایان و دوستان او میتوان به حوروس نفتیس ست آمیریس اوپوآوت کبچت و ... اشاره کرد
مانند دیگر خدایان مصری، آنوبیس هم صورت حیوانی داشته و هم انسان‌واره بوده‌است. آنوبیس با بدن انسان و سر سیاه رنگ شغال که نماد مرگ و زوال است و همچنین گوش‌های بلند و کشیده به عنوان نماد غرور تصویر می‌شد. از آنجا که شغال‌ها اغلب برای پیدا کردن غذا اطراف قبرستان‌ها پرسه می‌زدند، این اعتقاد در مصریان باستان به وجود آمد که آنها مراقب مردگان هستند.
بعضی از منابع سر او را مشابه سگ وحشی دانسته‌اند و اینکه کدامیک دقیق است مشخص نیست. به هر صورت آنچه هست گوشت‌خوار بودن جانور مد نظر بوده‌است. شاید مصریان باستان از مشاهدهٔ این قبیل جانوران در کنارهٔ صحرا و رابطهٔ صحرا با مومیایی به این قرینه دست یافته باشند. به هر صورت او اکثراً به صورت سگ‌سانی سیاه رنگ یا انسان‌واره‌ای با سری سگ‌سان و سیاه و در موارد معدودی (معبد رامسس دوم در ابیدوس) کاملاً شبیه انسان به تصویر کشیده شده‌است.
آنوبیس یکی از خدایان بسیار کهن است و در قدیمی‌ترین طومارها از او نام به میان آمده. او در اوج شکوهش به عنوان نگاهبان مردگان تصویر شده‌است. بر طبق افسانه‌ها او کسی بود که شیوه مومیایی کردن اجساد را ابداع کرد. مصریان این روش را، همان‌طور که بقایای جسد توت عنخ آمون نشان می‌دهد، برای حفظ اجساد به کار بستند. پیکرهٔ او که در مقبره فرعون توت‌عنخ‌آمون یافت شد، گواهی بر این مدعا است.

## اشارات در فرهنگ عامه
در بازی عصر اسطوره شرکت مایکروسافت، آنوبیس در طی کوئست اصلی بازی یکی از خدایان نیک است و در جبههٔ یاریگران آرکانتوس و یارانش قرار می‌گیرد. در فیلم سینمایی دروازه ستاره‌ای آنوبیس یکی از افسران رع و نیرومندترین آنها است و به دست کلنل اونیل با دستگاه انتقال کشته می‌شود.
در سریال استارگیت اس‌جی-۱ که ادامهٔ فیلم مزبور محسوب می‌شود، آنوبیس یک سیستم لرد و از نژاد گوائولد است.

## نگارخانه

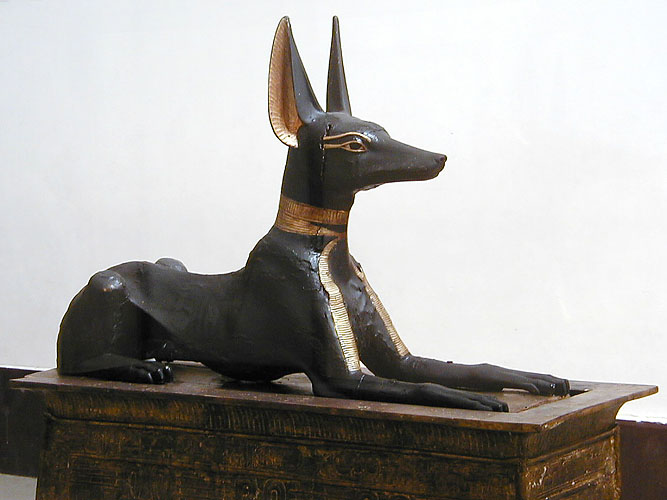
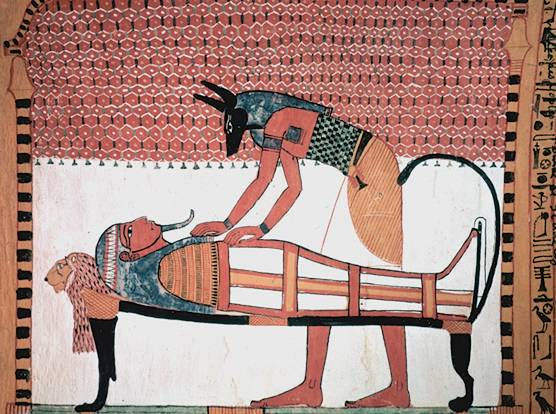
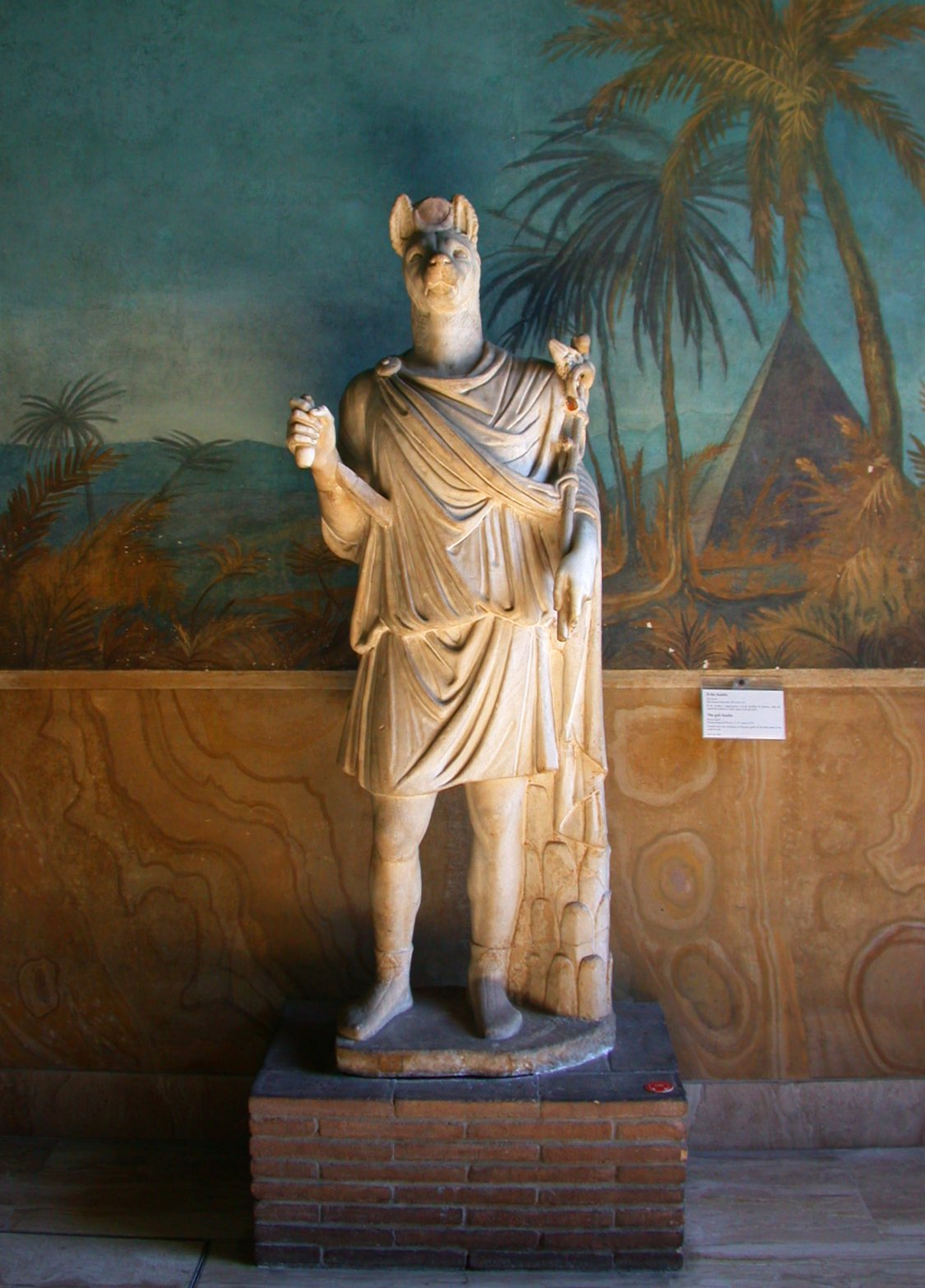
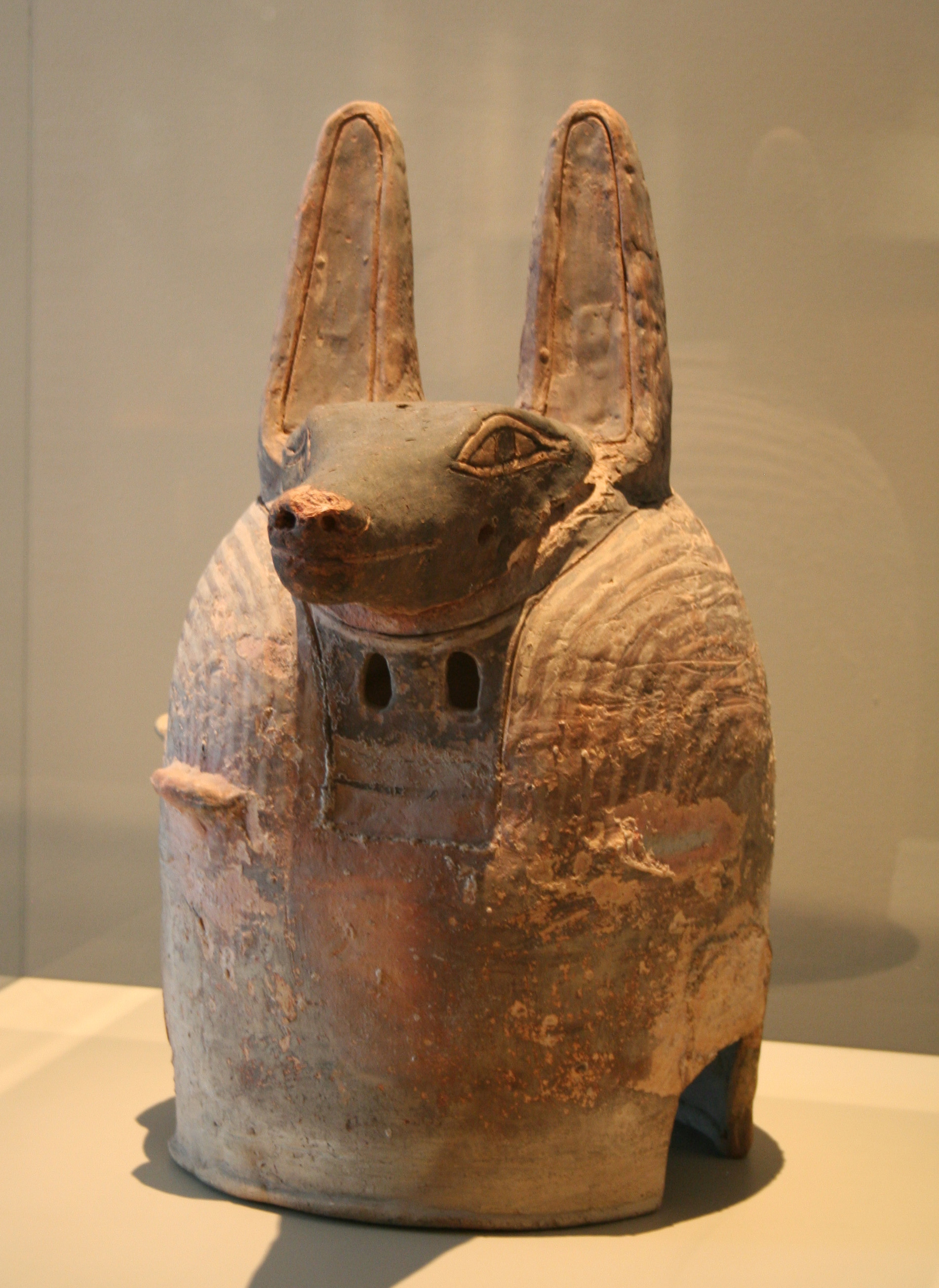